# Milbank
Milbank è un comune (city) degli Stati Uniti d'America e capoluogo della contea di Grant nello Stato del Dakota del Sud. La popolazione era di 3.353 abitanti al censimento del 2010. Nel 1925, l'American Legion Department of South Dakota istituì un nuovo programma per giovani liceali che divenne un programma nazionale. Milbank è il luogo di nascita dell'American Legion Baseball, che è giocato in tutti i cinquanta stati da più di cinquemila squadre.

## Geografia fisica
Milbank è situata a 45°13′07″N 96°38′01″W (45.218583, -96.633721).
Secondo lo United States Census Bureau, la città ha una superficie totale di 7,36 km², dei quali 7,15 km² di territorio e 0,21 km² di acque interne (2,92% del totale).

## Storia
La città fu fondata nel 1880 quando la Chicago, Milwaukee, St. Paul and Pacific Railroad costruì i primi binari nel Dakota del Sud, e prese questo nome in onore del direttore della ferrovia Jeremiah Milbank. La città fu incorporata nel 1881.

## Società

### Evoluzione demografica
Secondo il censimento del 2010, la popolazione era di 3.353 abitanti.

### Etnie e minoranze straniere
Secondo il censimento del 2010, la composizione etnica della città era formata dal 96,36% di bianchi, lo 0,18% di afroamericani, lo 0,42% di nativi americani, lo 0,33% di asiatici, lo 0% di oceanici, l'1,85% di altre etnie, e lo 0,86% di due o più etnie. Ispanici o latinos di qualunque etnia erano il 3,16% della popolazione.